# Africa Morocco Link
Africa Morocco Link (AML) est une compagnie maritime marocaine fondée en 2016. Elle opère principalement des liaisons entre le Maroc et l’Espagne, avec des traversées régulières entre les ports de Tanger Med et Algésiras, ainsi qu’entre Tanger Ville et Tarifa.

## Histoire
La compagnie a lancé officiellement ses opérations le 17 juin 2016 avec l'ouverture de la ligne Tanger Med – Algésiras. Le premier départ a eu lieu depuis le port d’Algésiras, assuré par le navire Diagoras.
Le 8 avril 2024, le groupe suédois Stena Line a acquis les 49 % de parts détenues par Attica Group dans le capital de la compagnie.
Le 4 juin 2024, Africa Morocco Link a inauguré une nouvelle liaison entre Tanger-Ville et Tarifa. Le premier départ a été assuré à 9 h depuis le port de Tanger-Ville par le navire Morocco Express 1,.

## Capital
Le capital de la compagnie était initialement détenu majoritairement par la Bank of Africa, et minoritairement par l’armateur grec Attica Group. 
En 2021, la Bank of Africa a cédé sa participation de 51 % au profit de la CTM, toutes deux faisant partie du holding marocain O Capital Group. Quelques jours plus tard, le groupe Attica a annoncé la vente de ses 49 % de parts à l’entreprise maritime suédoise Stena Line.

## Routes
- Tanger Med - Algésiras (Lancement le 17 juin 2016)[2]
- Tanger Ville - Tarifa (Lancement le 4 juin 2024)[1]
- Nador - Almería (15 octobre 2017 - 26 décembre 2017)[9]

## Flotte

### Flotte actuelle
| Navire                | IMO     | Construction | Mise en service | Longueur | Passagers | Vitesse  | Drapeau | Route                  | Notes                                                            | Photo |
| --------------------- | ------- | ------------ | --------------- | -------- | --------- | -------- | ------- | ---------------------- | ---------------------------------------------------------------- | ----- |
| MV Morocco Star       | 7803190 | 1980         | 2017            | 152,2 m  | 935       | 22 nœuds | Maroc   | Tanger Med - Algésiras | Anciennement nommé Prince. Acquis en 2017.                       |       |
| MV Morocco Sun        | 7719430 | 1980         | 2019            | 129,65 m | 1 000     | 19 nœuds | Maroc   | Tanger Med - Algésiras | Anciennement Le Rif. Repeint aux couleurs AML.                   |       |
| MV Stena Europe       | 7901760 | 1981         | Été 2024        | 174 m    | 1 400     | 19 nœuds | Chypre  | Tanger Med - Algésiras | Affrété pour l'été 2024 dans le cadre de l'Opération Marhaba.    |       |
| HSC Morocco Express 1 | 9216171 | 2000         | 31 mai 2024     | 72 m     | 680       | 34 nœuds | Chypre  | Tanger Ville - Tarifa  | Anciennement Boraq (Intershipping). Acquis aux enchères en 2023. |       |
| HSC Maria Dolores     | 9333448 | 2006         | Juin 2024       | 68,4 m   | 600       | 35 nœuds | Malte   | Tanger Ville - Tarifa  | Affrété pour l'été 2024 après retrait du Caldera Vista.          |       |

### Ancienne flotte
| Navire             | IMO     | Construction | Mise en service    | Hors service | Route                                    | Notes                                                          |
| ------------------ | ------- | ------------ | ------------------ | ------------ | ---------------------------------------- | -------------------------------------------------------------- |
| El Venizelos       | 7907673 | 1984         | 2016               | 2016         | Tanger Med - Algésiras                   | Affrété durant l'été 2016 pour l'Opération Marhaba.            |
| Aylah              | 9097331 | 2009         | 2016 & 2017        | 2017         | Tanger Med - Algésiras                   | Affrété durant deux saisons estivales.                         |
| Queen Nefertiti    | 9130925 | 1997         | 2017               | 2017         | Tanger Med - Algésiras                   | Affrété uniquement pour l'été 2017.                            |
| Diagoras           | 8916126 | 1990         | 2016               | 2017         | Tanger Med - Algésiras / Nador - Almería | Premier navire à opérer chez AML. Affrété en 2016 et 2017.     |
| Galaxy             | 7516773 | 1979         | 2018               | 2018         | Tanger Med - Algésiras                   | Affrété durant l'été 2018.                                     |
| Nissos Chios       | 9215555 | 2007         | 2019               | 2019         | Tanger Med - Algésiras                   | Remplaçant temporaire du Morocco Star.                         |
| Amman              | 9079999 | 1995         | 2019               | 2019         | Tanger Med - Algésiras                   | Affrété durant l'été 2019.                                     |
| Caldera Vista      | 8900012 | 1991         | 2024               | 2024         | Tanger Ville - Tarifa                    | Retiré avant le début de l'été pour incompatibilité technique. |
| Hellenic Highspeed | 9141845 | 1997         | 2022 , 2023 & 2024 | 2024         | Tanger Med - Algésiras                   | Affrété pour trois campagnes Marhaba.                          |

## Liens
- Site officiel